# 科羅利夫卡 (馬林區)
50°40′17″N 29°13′10″E / 50.67139°N 29.21944°E
科羅利夫卡（烏克蘭語：Королівка），是烏克蘭北部的村莊，隸屬日托米爾州的科羅斯滕區。該村始建於1649年，面積0.36平方公里，海拔高度159米，2001年人口24，人口密度每平方公里66.67人。